# Phanoperla nuwara
Phanoperla nuwara är en bäcksländeart som beskrevs av Kawai 1975. Phanoperla nuwara ingår i släktet Phanoperla och familjen jättebäcksländor. Inga underarter finns listade i Catalogue of Life.